# Vitold Fokine
Pour les articles homonymes, voir Fokine.
Vitold Fokine (en ukrainien : Вітольд Фокін), né le 25 octobre 1932 à Novomykolaïvka (RSS d'Ukraine, URSS) et mort le 20 mars 2025 à Kiev (Ukraine), est un homme d'État ukrainien, Premier ministre de 1990 à 1992. Il est la première personnalité à occuper ce poste après la dissolution de la République socialiste soviétique d'Ukraine.

## Biographie
Vitold Pavlovitch Fokine est diplômé de l'université polytechnique de Dnipro.
Il est nommé président du Conseil des ministres de la République socialiste soviétique d'Ukraine le 17 octobre 1990 à la suite de la démission de Vitaliy Massol. Le 18 avril 1991, il devient Premier ministre d'Ukraine et forme le gouvernement Fokine.
En tant que Premier ministre, Vitold Fokine introduit des réformes en faveur d'une économie de marché, bien que les critiques soutiennent que son inaction et ses programmes axés sur le crédit encouragent divers projets improductifs qui provoquent une hyperinflation (1 210 % en 1992) et un ralentissement économique général. Vitold Fokine démissionne le 8 octobre 1992, sous la pression de la Verkhovna Rada (le parlement ukrainien) et de l'opinion publique.
En mars 2022, lors de l'invasion russe de l'Ukraine, un missile russe touche la maison de Vitold Fokine. Cependant, Fokine n'est pas blessé, car il se trouve alors en Moldavie.
Fokine meurt le 20 mars 2025, à l'âge de 92 ans. Le président ukrainien Volodymyr Zelensky déclare son décès comme « un sentiment de perte pour tous les Ukrainiens ».